# قرن نوزدهم (فیلم)
قرن نوزدهم (انگلیسی: Nineteenth century) (به هندی: Pathonpatham Noottandu) فیلم اکشن درام تاریخی هندی مالایالم- زبان، تولید سال ۲۰۲۲ است که فیلم نامه نویس و کارگردان آن ویناین می‌باشد. بازیگر اصلی سیجو ویلسن است که نقش اصلی را بر عهده داشت به همراه بازیگران کایادو لوهار، آنوپ منون، چمبان وینود خوزه، سودو نایر و سنتیل کریشنا که نقش‌های مهم را بازی کرده‌اند.